# 尊室禔
尊室禔（越南语：／），阮朝宗室、官員。

## 生平
尊室煔出身於阮朝尊室第九系，是京城提督尊室燍之子。
成泰十一年（1899年）一月至成泰十三年（1901年）六月，任承天府尹。成泰十一年（1899年）六月四日，授嘉議大夫。